# 9M730 بوروفيستنك
9M730 بوروفيستنك هو صاروخ جوال يعمل بالطاقة النووية تحت التطوير من قبل القوات المسلحة للاتحاد الروسي. يمتلك الصاروخ مدًى عالميًّا غير محدود.
الصاروخ هو واحد من ستة أسلحة إستراتيجية أعلن عنها الرئيس الروسي فلاديمير بوتين في 1 مارس 2018.